# Vajnory
Vajnory (niem. Weinern, węg. Pozsonyszől[l]ős, dawniej Prácsa) – niewielka dzielnica Bratysławy, dawniej osobna wioska, położona na północny wschód od centrum miasta, w powiecie Bratysława III. Rozciąga się na skraju Małych Karpat. Jeden z bardziej znanych na Słowacji ośrodków winiarskich z bogatą historią i kulturą ludową, zabytkowym centrum.

## Historia
Pierwsi ludzie pojawili się na terenie Vajnor już w młodszej epoce żelaza. Z późniejszego okresu badania archeologiczne odkryły m.in. groby, które pozostały po niezachowanej awarsko-słowiańskiej osadzie. Podczas państwowości Wielkich Moraw istniały prawdopodobnie dwie osady - Prača i Dvorník – mieszkańcy pierwszej służyli miejscowym feudałom i dostarczali im wino, a w drugiej mieszkali zbrojmistrze oraz wojownicy. Potem powstała na tym terenie wioska, która także pełniła role służebne wobec zamku w Bratysławie, będąc jednym z głównych dostarczycieli wina. Pierwsza pisemna wzmianka pochodzi z roku 1237 i wspomina o miejscowości Prača (czasem spotykano również Pračany – węgierska forma to Prácsa).
Od 1307, kiedy wieś stała się własnością cysterskiego klasztoru w Heiligenkreuz, zaczęto używać niemieckiej nazwy Weinern, nawiązującej do głównego zajęcia mieszkańców – uprawy winogron i produkcji wina. W późniejszych wiekach z tej nazwy powstała współczesna nazwa – Vajnory.
W 1525 Vajnory zostały odkupione z powrotem przez miasto i zostały jego majątkiem. Dopiero w 1851, po zniesieniu poddaństwa, stały się samodzielną wsią. Pozostawały nią do 1946, kiedy włączono je w granice administracyjne Bratysławy, a w 1990 stały się osobną dzielnicą.
W 1919 w Vajnorach powstało pierwsze na Słowacji lotnisko – Vajnorské letisko, początkowo wojskowe, od 1923 posiadające połączenie lotnicze z Pragą. W 1927 ruszył na nim pierwszy słowacki aeroklub, a od 1930 kursy dla pilotów. Zamknięto je w 2006, ale niedaleko pozostaje inne lotnisko – port lotniczy im. Milana Rastislava Štefánika.
W dzielnicy znajduje się stacja kolejowa Bratislava Vajnory.

## Zabytki
- centrum Vajnor, ogłoszone w 1992 narodową pamiątką kultury,
- kościół św. Władysława z końca XIII wieku, pierwotnie poświęcony Maryi Pannie. Wyposażenie w większości późniejsze, głównie z XIX wieku. W 1941 w kościele znaleziono drewnianą rzeźbę Madonny z XIV wieku (Vajnorská Madonna), która obecnie znajduje się w Muzeum Miejskim w Bratysławie, a kopia w urzędzie gminy,
- rzeźba św. Floriana z 1832 – narodowa pamiątka kultury,
- Dom Ludowy z XIX wieku z wystawą prezentującą miejscowe tradycje ludowe, historię miejscowości oraz życie mieszkańców w przeszłości.

## Herb i flaga
Już w XVI wieku osada posiadała własny herb, przedstawiony na pieczęci – widniała na niej kiść winogron, winiarski nóż wraz z dwiema różyczkami oraz napis SIG: DES. RICHTER. V. WEINER (pieczęć wójta [miejscowości] Weiner). W 1628 w pieczęci pojawiła się postać św. Władysława, związana z miejscowym kościołem i napis SIGILLVM: PRACHENSE 1.6.2.8. Ponieważ napis na okole był gotycki, prawdopodobnie jej wzór mógł powstać już w średniowieczu.
W 1992, tworząc herb dzielnicy, nawiązano do herbu z XV wieku. Winogrono, nóż oraz dwie złote róże umieszczono na czerwonym tle.
Flaga Vajnor składa się z czterech poziomych pasów – czerwonego (2/6), białego (1/6), żółtego (1/6) i ponownie czerwonego (2/6).